# Chebská elektrárna
Chebská elektrárna byla hlavním zdrojem elektrické energie pro města Cheb a Františkovy Lázně a jejich okolí. Proudem zásobovala také sousední Německo, konkrétně město Waldsassen. Výstavba nové městské elektrárny, která byla schopná zásobovat město, v němž vzrostla poptávka po elektrické energii (například bylo náměstí a přilehlé ulice), byla zahájena roku 1910 poté, co město udělilo A. E. G. Union, elektrárenské společnosti ve Vídni koncesi na její výstavbu. Výstavba pokračovala velmi rychle a dokončena byla již roku 1911. Okolí zásobovala proudem pod napětím 5 kV a 20 kV.